# Orogénese uraliana
A orogénese uraliana refere-se à longa série de deformações lineares e eventos de construção de montanhas que ergueram os Montes Urais, começando no carbonífero superior e permiano da Era Paleozóica, c. 323–299 e 299–251 milhões de anos atrás (Mya), respectivamente, e terminando com a última série de colisões continentais do triássico ao início do período jurássico.
A região afectada pela orogénese, o cinturão da orogénese Uraliana ou os Uralides, costuma ser considerada a fronteira entre a Europa e a Ásia. Estende-se desde o Mar de Aral até Novaya Zemlya e inclui, além dos Montes Urais, a cordilheira Pay-Khoy no noroeste da Rússia e as colinas Mugodzhar no noroeste do Cazaquistão. O seu comprimento total é de cerca de 3,500 km (2,200 mi), dos quais os montes Urais são cerca de 2,500 km (1,600 mi).
Na latitude da Estrutura Circular do Médio Ural (c. 56 ° N, entre Perm e Ufá), os montes Urais têm uma curva convexa para o leste. Foi proposto que a estrutura do anel pré - cambriano causou uma perturbação na orogénese levando à formação da curvatura.

## Formação
A orogénese Uraliana (sensu stricto) ocorreu entre três continentes paleozóicos: Báltica, Cazaquistania e Sibéria. No final dos anos pré-cambrianos, a margem da nordeste de Báltica foi deformada nas orogéneses Timanide e Cadomide. O desmembramento deste super-continente abriu o oceano Paleo-Uraliano, no qual vários fragmentos continentais não identificados saíram da Báltica. Quando a Báltica colidiu com Laurentia para formar a Laurussia, arcos de ilhas e outros microcontinentes foram agregados à Báltica no final do Devoniano - início do Carbonífero.
No Ordoviciano-Siluriano, o Cazaquistania formou-se separadamente quando o crescimento impulsionado pela subducção agregou a crosta a uma série de pequenos micro-continentes pré-cambrianos tardios. No início do Carbonífero tardio, o Cazaquistania começou a colidir com a Laurussia quando o oceano paleo-uraliano foi subdividido sob as margens deste último.
A continuação ao norte dos montes Urais, o cinturão Pay-Khoy-Novaya Zemlya, é o resultado da colisão entre Laurussia e Sibéria no Jurássico Inferior.
A continuação meridional das montanhas Urais, as montanhas Tian-Shan meridionais, formaram-se no final do Paleozóico com o encerramento do oceano do Turquestão, um ramo ordoviciano-carbonífero ao sul do oceano Paleo-Uraliano. Tian-Shan permaneceu uma plataforma estável até à orogénese Alpina-Himalaia no Plioceno-Quaternário.